# مالكولم جمال وارنر
مالكولم جمال وارنر (18 أغسطس 1970 - 20 يوليو 2025) كان ممثلًا وموسيقيًّا وشاعرًا أمريكيًّا. برز دوره بشخصية ثيودور هكستابل في المسلسل الكوميدي عرض كوزبي (1984-1992) على قناة إن بي سي، والذي نال عنه ترشيحًا لجائزة أفضل ممثل مساعد في مسلسل كوميدي في حفل توزيع جوائز إيمي برايم تايم الثامن والثلاثين. كما اشتهر بأدواره بشخصية مالكولم ماكجي في المسلسل الكوميدي "مالكولم وإيدي" (1996-2000)، والدكتور أليكس ريد في المسلسل الكوميدي ريد بين السطور (2011، 2015)، والدكتور إيه جيه أوستن في الدراما الطبية "المقيم".
في عام 2015، حصل وارنر على جائزة جرامي لأفضل أداء تقليدي لموسيقى آر أند بي عن أغنية "Jesus Children" أطفال يسوع إلى جانب روبرت جلاسبر إكسبيرمنت ولالاه هاثاواي.
توفي في 20 يوليو 2025 غرقًا أثناء رحلة عائلية في كوستاريكا، حيث جرفته تيارات الماء القوية إلى داخل البحر.

## وصلات خارجية
- مالكولم جمال وارنر على موقع IMDb (الإنجليزية)
- مالكولم جمال وارنر على موقع الموسوعة البريطانية (الإنجليزية)
- مالكولم جمال وارنر على موقع ألو سيني (الفرنسية)
- مالكولم جمال وارنر على موقع ميوزك برينز (الإنجليزية)
- مالكولم جمال وارنر على موقع أول موفي (الإنجليزية)
- مالكولم جمال وارنر على موقع قاعدة بيانات الأفلام السويدية (السويدية)
- مالكولم جمال وارنر على موقع إن إن دي بي (الإنجليزية)
- مالكولم جمال وارنر على موقع قاعدة بيانات الفيلم (الإنجليزية)
- مالكولم جمال وارنر على موقع كينوبويسك (الروسية)